# Pallisbjerg
Pallisbjerg, (1545 alias Padbierg, Pallesbjerg ‘paddebjerg’), er en tidligere hovedgård nær Staby ved Nissum Fjord, 21 km nord for Ringkøbing.
I Staby Sogn, hvor Pallisbjerg ligger, lå der i middelalderen en del bispegods. Sandsynligvis var Pallisbjerg en del af dette gods, som i 1536 blev overtaget af kronen. Stedet har formentlig navn efter landsdommer Palle Juel, der i 1560 fra kronen erhvervede gården Padbjerg. Palle Juels slægt og andre adelsslægter, herunder Trolle og Lykke slægten, ejede Padbjerg indtil 1692.
I 1692 blev Padbjerg købt af den foretagsomme købmand Christen Linde (1626-1708) fra Holstebro. Christen Linde kom til at eje i alt 12 jyske herregårde, deriblandt Volsted, Bækmark og Ulsund, og han blev i 1704 adlet under navnet Linde (de Linde).
Den sidste herremand på Pallisbjerg var kreditforeningsdirektør, hofjægermester Christian Benzon Hoppe, som købte den i 1872 og byggede den nuværende hovedbygning i 1898 tegnet af professor H. C. Amberg. Hovedbygningen skulle stå færdig til han og baronesse Juliane Cathrine Wilhelmine Wedel-Jarlsbergs sølvbryllup, men hun døde før bygningen var færdig.
I 1914 solgte Christian Benzon Hoppe & baronesse Juliane Cathrine Wilhelmine Wedel-Jarlsbergs arvinger Pallisbjerg til købmand P.C. Rørsgaard fra Vemb, der solgte Pallisbjerg til Staten, Arbejdsministeriet i 1940 og blev indtil 1991 anvendt til bl.a. kostskole og børnehjem. Kort derefter overtog Københavns Kommune Pallisbjerg og indrettede Pallisbjerg til et børnehjem. Hovedbygningen og de omkringliggende bygninger blev dog misligholdt, så Københavns kommune fik sidst i firserne en nedrivningstilladelse. Pallisbjerg blev dog alligevel ikke revet ned og har siden 1997 været i privat eje.

## Kontrovers//Peter Johansenvs. Jordbrugskommissionen i Ringkøbing Amt
Peter Johansen, dansk skibsbygger og mangemillionær, blev tvunget af jordbrugskommissionen i Ringkøbing Amt til at sælge Pallisbjerg, eftersom Peter Johansen ikke levede op til kravene om bopælspligt og landbrugspligt på Pallisbjerg. Peter Johansen argumenterede for, at man skulle fritage ham fra bopæls- og landbrugspligten og eller udstede en dispensation til ham for de pligter for 10-15 år. Jordbrugskommissionen var ikke enige med Peter Johansen i dette og Jordbrugskommissionen vedtog af at Peter Johansen skulle sælge og flytte fra Pallisbjerg.
Peter Johansen kritiserede Jordbrugskommissionen for at rode rundt i skraldespande og kigge ind af vinduer på Pallisbjerg. 

## Kontrovers// Hilda Kold og Hans Christian Hersom Kold
Den 22. September 2011 meddelte selskabet "Pallisbjerg Hovedgård Aps" i 2011 en konkursbegæring til skifteretten i Holstebro. Hilda Kold og hendes søn Hans Christian Hersom Kold blev tiltalt for momssvindel. Hans Christian Hersom Kold tjente penge på momssvindel ved import af raps fra Tyskland, som han gav han til sin mor, Hilda Kold. Hilda Kold brugte pengene på at renovere Pallisbjerg. Hilda Kold og Hans Christian Hersom Kold blev først dømt i byretten. Hilda Kold og Hans Christian Hersom Kold valgte dog at anke dommen til Vestre Landsret.Vestre Landsret dømte Hilda Kold og Hans Christian Hersom Kold skyldig i henholdsvis momssvindel og grov momssvindel. Hilda Kold blev dømt og fik en betinget fængselsdom på to år og en bøde på 6,7 millioner kroner. Hendes søn, Hans Christian Hersom Kold blev dømt tre et halvt års ubetinget fængsel for grov momssvindel. Selskabet "Pallisbjerg Hovedgård Aps" blev dømt til at betale en bøde på 6 millioner kroner og fik konfiskeret 11 millioner kroner. Vestre Landsrets dom var endelig og kan altså ikke ankes til Højesteret.

## Ejerrække
- ( -1560) Kronen
- (1560-1585) Palle Juel
- (1585-1605) Mogens Juel
- (1605-1610) Birgitte Rosenkrantz, gift Juel
- (1610) Hans Lykke,
- (1610-1626) Elsebe Juel, gift Munk
- (1626-1641) Anne Munk, gift Trolle
- (1626-1667) Niels Trolle
- (1667) Helle Rosenkrantz, gift Trolle
- (1667-1669) Jørgen Reedtz
- (1667-1670) Erik Bille
- (1667- )Hille Trolle gift 1) Juul Høg og 2) Krag
- ( -1683) Iver Juul Høg
- ( -1692) Palle Krag
- (1670-1692) Axel Juel
- (1692-1706) Christen Christensen Linde
- (1706-1757) Frands de Linde
- (1757-1771) Christian Daniel Friedenreich
- (1771-1786) Christian Linde Friedenreich
- (1786) Jens de Poulsen
- (1786-1792) C.Chr.von Irminger
- (1792-1812) Christen Standbygaard
- (1816-1818) T.C.Skønau
- (1816-1818) J.Tranberg
- (1816-1818) L.Buch
- (1818-1836) Christen Jensen Ebbensgaard
- (1836-1851) Maren Breinholt, gift Ebbensgaard
- (1836-1868) Jens Breinholt Ebbensgaard
- (1836-1872) Mette H.C., f. Windfeldt, gift Ebbensgaard
- (1872-1914) Christian Benzon Hoppe
- (1914-1940) P. C. Rørsgaard
- (1940- ) Staten, Arbejdsministeriet / Københavns kommune
- (1997-1999) Ib Gregersen
- (1999-2005) Peter Johansen
- (2005-2013) Pallisbjerg Hovedgård Aps, Hilda Kold (mor) og Hans Christian Hersom Kold (søn)
- (2013- ) Bo & Lone Kloster Kjærgaard